# Voo Germanwings 9525
Voo Germanwings 9525 (ICAO: GWI 18G) foi uma rota comercial internacional, operada pela Germanwings, subsidiária baixo custo da Lufthansa, utilizando um Airbus A320-211, partindo do Aeroporto de Barcelona-El Prat, com destino ao Aeroporto de Düsseldorf. Em 24 de março de 2015, o avião caiu a cem quilômetros a noroeste de Nice nos Alpes Franceses. Todos os 144 passageiros e seis membros da tripulação foram mortos. O acidente foi causado intencionalmente pelo copiloto Andreas Lubitz, que já havia sido tratado por tendências suicidas, porém não informou à companhia sobre isso. Pouco após chegar à altitude de cruzeiro, enquanto o comandante estava fora da cabine de comando, ele trancou a porta e iniciou uma descida controlada até que o avião se chocou contra os Alpes.
Em resposta ao incidente e as circunstâncias do envolvimento de Lubitz, as autoridades da aviação de alguns países implementaram medidas que exigem a presença dos dois pilotos na cabine de comando a todo momento. Três dias após o acidente, a Agência Europeia para a Segurança da Aviação emitiu uma recomendação temporária para que as companhias aéreas obriguem que pelo menos dois membros da tripulação, incluindo ao menos um piloto, ficassem na cabine de comando durante todo o voo. Várias companhias aéreas anunciaram que também adotaram políticas similares voluntariamente.

## Aeronave
A aeronave era um Airbus A320, registrado como D-AIPX, entrou em serviço em 29 de novembro de 1990, pela Lufthansa. Foi entregue à Germanwings em 2003, devolvido à Lufthansa em 2004 e re-incorporado à Germanwings a 31 de janeiro de 2014.
A aeronave havia acumulado cerca de 58 300 horas de voo em 46 700 voos.

## Acidente

Trajetória do voo

No dia 24 de março de 2015, o Airbus A320 de prefixo D-AIPX, operado pela Germanwings foi programado para realizar a rota entre Barcelona, na Espanha e Düsseldorf, na Alemanha. O código identificador do voo para a comunicação com os controladores seria GWI18G. A tripulação era composta de seis membros, sendo piloto, copiloto e quatro comissários. Havia 144 passageiros a bordo. A mesma tripulação havia realizado o voo de ida, decolando de Düsseldorf às 6:01 (UTC) e pousando em Barcelona às 7h57.
Às 9h00 o avião decolou da pista 07R do aeroporto de Barcelona e às 9h30, com a aeronave em altitude de cruzeiro, 38 000 pés (11 600 metros), foi feito o último contato da tripulação com o controle aéreo. Cerca de um minuto depois, o avião começa a perder altitude progressivamente, em média 3 500 pés (1 070 metros) por minuto. Pouco depois das 9h34, a altitude era de 25 100 pés (7 650 metros). Com pouco mais de 41 minutos de voo, o avião desaparece dos radares. Durante todo o tempo de voo, a tripulação não relatou nenhuma anormalidade. A combinação de perda de contato por rádio e a queda repentina da aeronave, levaram os controladores a emitir um alerta de perigo, disse um porta-voz da Diretoria Geral de Aviação Civil francesa (DGAC). A aeronave caiu em uma área remota da comuna de Prads-Haute-Bléone, Alpes-de-Haute-Provence, cerca de cem quilômetros a noroeste de Nice. O site de rastreamento de voo Flightradar24 mostrou uma descida de 16 600 pés (5 060 metros) durante os oito minutos finais do voo. O contato com o radar foi perdido às 9h41min06 UTC. No momento, a aeronave estava voando a uma altitude de 6 800 pés (2 070 metros).
A polícia e a Sécurité Civile enviaram helicópteros para localizar os destroços. Quando foi encontrado o local de impacto, soube-se que o avião havia se desintegrado, com o maior pedaço dos destroços sendo "do tamanho de um carro". De acordo com o primeiro-ministro francês Manuel Valls, a tripulação de um helicóptero, que pousou perto do local do acidente confirmou que não houve sobreviventes. A equipe de busca e salvamento informou que a área em que estavam os destroços era de 2 quilômetros quadrados (0,772 milhas quadradas).

### Linha do tempo

Altitude durante o voo (em metros)

Fonte: Relatório preliminar da agência BEA
| Tempo decorrido (HH:MM) | Hora     | Hora        | Hora     | Evento |
| Tempo decorrido (HH:MM) | UTC      | CET (UTC+1) | UTC-3    | Evento |
| ----------------------- | -------- | ----------- | -------- | --- |
| -00:09                  | 08:52    | 09:52       | 05:52    | Primeira posição no Flightradar24 |
| 00:00                   | 09:00    | 10:00       | 06:00    | Decolagem de Barcelona |
| 00:15:53                | 09:15:53 | 10:15:53    | 06:15:53 | Sons semelhantes aos de abertura e em seguida fechamento da porta da cabine de comando. Momento em que um comissário de bordo deixa a cabine. |
| 00:27:20                | 09:27:20 | 10:27:20    | 06:27:20 | O avião atinge altitude de cruzeiro (38 000 pés (11 600 metros)) |
| 00:30:00                | 09:30:00 | 10:30:00    | 06:30:00 | O comandante informa ao controlador estar tomando o rumo do ponto de controle "IRMAR" ("Direct IRMAR Merci Germanwings one eight Golf"). Este foi o último contato entre a tripulação e os controladores. |
| 00:30:08                | 09:30:08 | 10:30:08    | 06:30:08 | O comandante comunica ao copiloto que estava deixando a cabine de comando e pediu-lhe para assumir as comunicações por rádio. |
| 00:30:13                | 09:30:13 | 10:30:13    | 06:30:13 | Sons de movimento do assento do piloto. |
| 00:30:24                | 09:30:24 | 10:30:24    | 06:30:24 | Sons de abertura e em seguida fechamento da porta da cabine de comando. Momento em que o comandante saiu da cabine. |
| 00:30:53                | 09:30:53 | 10:30:53    | 06:30:53 | O controle de altitude é alterado no FCU (Flight Control Unit) de 38 mil pés para cem pés. Em seguida, a auto potência é ajustada para o modo desativado e o piloto automático é ajustado para o modo "OPEN DESCENT Mode", em que o piloto automático atua sobre a atitude da aeronave para alcançar e manter a velocidade alvo, mantendo a orientação do avião em relação ao plano vertical.pg.19 (1.5.6) O avião começa a perder altitude e os motores reduzem a sua rotação.                                                                                |
| 00:31:37                | 09:31:37 | 10:31:37    | 06:31:37 | Sons de movimento do assento do piloto. |
| 00:33:47                | 09:33:47 | 10:33:47    | 06:33:47 | Como a velocidade de queda aumenta para em média 3 500 pés (1 070 metros) por minuto, o controlador pediu à tripulação para verificar os dados, não obtendo resposta. O avião estava neste momento a uma altitude de 30 000 pés (9 140 metros), em descida. Durante os trinta segundos seguintes, o controlador tentou contato com a tripulação por duas vezes, sem qualquer resposta. |
| 00:34:31                | 09:34:31 | 10:34:31    | 06:34:31 | Por estar a porta da cabine de comando travada por dentro, é solicitado o acesso à cabine, sendo registrado o sinal sonoro desta solicitação. |
| 00:34:38                | 09:34:38 | 10:34:38    | 06:34:38 | O controlador tenta novo contato com a tripulação, sem sucesso. |
| 00:34:47                | 09:34:47 | 10:34:47    | 06:34:47 | O centro de controle de Marselha tenta contato com a tripulação, também sem resposta. A altitude é de 25 100 pés (7 650 metros), em descida. |
| 00:35:03                | 09:35:03 | 10:35:03    | 06:35:03 | O controle de velocidade é aumentado para 350 nós (648 km/h), permanecendo com este ajuste até o final do voo. |
| 00:39:27                | 09:39:27 | 10:39:27    | 06:39:27 | Desde 09:35:04 até este instante, o interfone foi acionado por quatro vezes, solicitando acesso à cabine de comando, sem resposta. Entre 09:35:32 e 09:39:02, foram registrados por seis vezes, sons como de socos na porta da cabine e depois golpes mais violentos. Entre 09:37:11 e 09:40:48, foram registradas vozes "abafadas" por várias vezes. Às 09:37:13 uma voz "abafada" pede para a porta ser aberta. Neste período foram feitas outras tentativas de contato do Controle de Marselha, da Força Aérea da França e de outra aeronave, sem resposta. |
| 00:40:41                | 09:40:41 | 10:40:41    | 06:40:41 | Início de sinal sonoro de alerta de baixa altitude, que continua até o final do voo. |
| 00:41:06                | 09:41:06 | 10:41:06    | 06:41:06 | Fim da gravação, momento do impacto. |

## Passageiros e tripulação
| Nacionalidade  | Nº |
| -------------- | -- |
| Alemanha       | 72 |
| Espanha        | 52 |
| Argentina      | 3  |
| Estados Unidos | 3  |
| Austrália      | 2  |
| Reino Unido    | 2  |
| Irão           | 2  |
| Colômbia       | 2  |
| Venezuela      | 2  |
| Bélgica        | 1  |
| Japão          | 2  |
| Marrocos       | 2  |
| México         | 2  |
| Dinamarca      | 1  |
| Países Baixos  | 1  |
| Israel         | 1  |

Havia 144 passageiros, dois pilotos e quatro tripulantes a bordo da aeronave, pessoas de pelo menos 18 países, principalmente Alemanha e Espanha. A contagem inicial foi confundido por conta de casos de cidadania múltipla. Foram encontrados pedaços dos corpos de todas as 150 vítimas.

### Tripulação
O piloto em comando, o capitão Patrick Sondenheimer de 34 anos de idade, tinha dez anos de experiência de voo (6 000 horas de voo) e já tinha trabalhado com A320s da Germanwings, Lufthansa e Condor.
O copiloto Andreas Lubitz, de 27 anos de idade, tinha 630 horas de voo de experiência. Lubitz interrompeu seu treinamento de voo por vários meses e informou a Escola de Voo e Formação de Pilotos em 2009 sobre um "episódio anterior de depressão grave". Em 30 de março, os investigadores em Düsseldorf disseram que Lubitz tinha sido tratado por conta de tendências suicidas vários anos antes de se tornar piloto.

### Passageiros
Entre os passageiros estavam dezesseis estudantes e dois professores da escola de ensino médio Joseph-König-Gymnasium de Haltern am See, Renânia do Norte-Vestfália. Eles estavam a caminho de casa depois de um intercâmbio estudantil com o Instituto Giola em Llinars del Vallès, Barcelona, Espanha. O prefeito de Haltern, Bodo Klimpel, descreveu o episódio como "o dia mais negro da história da cidade".
O baixo-barítono Oleg Bryjak e a contralto Maria Radner, cantores da Deutsche Oper am Rhein, também estavam no voo.

## Investigação

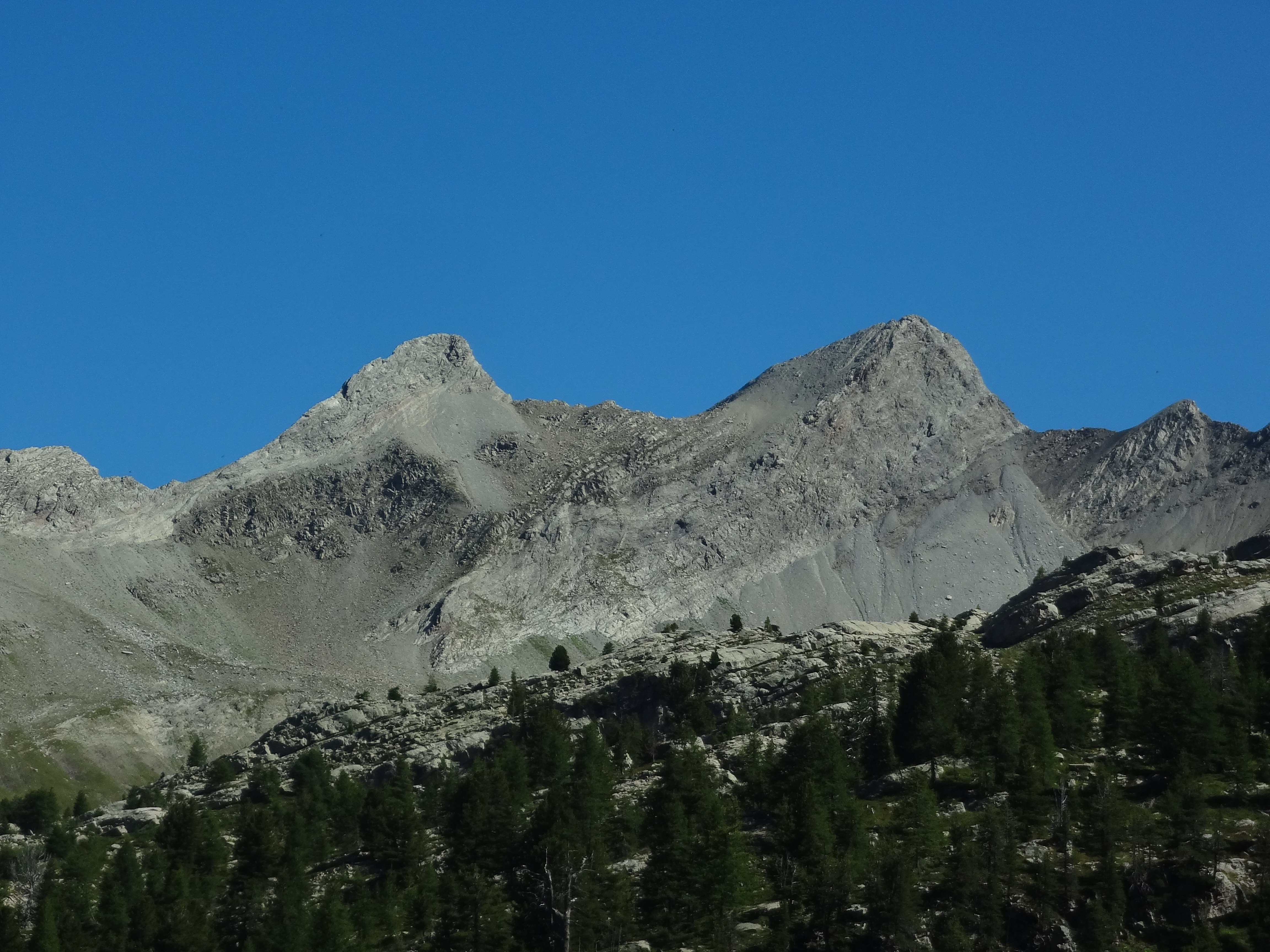
Maciço dos Três Bispos, o local do impacto.

A agência responsável pela investigação de acidentes na aviação civil francesa, Bureau d'Enquêtes et d'Analyses pour la Sécurité de l'Aviation Civile (BEA), iniciou uma investigação, acompanhada por seu homólogo alemão, a German Federal Bureau of Aircraft Accidents Investigation (BFU).
No dia 24 de março, o BEA enviou sete investigadores ao local do acidente, acompanhados por representantes da Airbus e CFM International. O BEA informou na ocasião que iria realizar uma conferência de imprensa em 25 de março.
Uma das caixas pretas, que registra os dados de voz na cabine de comando, foi encontrada pela equipe de salvamento no mesmo dia do acidente. Uma semana depois foi encontrada a segunda caixa preta, que registra os parâmetros de voo.

### Relatório preliminar
Em maio de 2015, o BEA publicou um relatório preliminar com o resultado das investigações confirmando que, durante a fase de cruzeiro, o copiloto ficou sozinho na cabine de comando, travou a porta e, intencionalmente, alterou a programação do piloto automático para dar instruções ao avião para que reduzisse sua altitude até colidir com o terreno. O copiloto não abriu a porta da cabine durante a descida, apesar dos pedidos de acesso feitos através do comando sonoro de acesso, do interfone da cabine e de impactos na porta. Sons de respiração foram registrados na gravação de voz da cabine até alguns segundos antes do fim do voo, por conseguinte, atribuídos ao copiloto.pg.28–29

### Responsabilidade

Andreas Lubitz, o copiloto que derrubou a aeronave propositalmente, trancando-se sozinho na cabine de comando

Andreas Günter Lubitz, nascido em 1987 na cidade alemã de Montabaur, copiloto do voo, foi apontado como o responsável pelo acidente, operando de forma deliberada os controles para aumentar a velocidade e reduzir a altitude do avião, segundo as investigações.
As investigações iniciais, principalmente a leitura das gravações do registrador de voz e posteriormente a leitura dos dados de voo, levaram à conclusão que Andreas derrubou intencionalmente a aeronave, trancando-se sozinho na cabine de comando, que foi confirmado posteriormente no relatório preliminar publicado pelo BEA.
Formado na escola de voo da Lufthansa, foi contratado pela Germanwings em setembro de 2013.
Tinha 27 anos e vivia com os pais em Montabaur, tendo também um apartamento em Düsseldorf. Não lhe eram conhecidas ligações a movimentos terroristas, sendo descrito por vizinhos e familiares como um indivíduo simpático e acessível.
Sabe-se que a sua experiência de voo não era muita. Tinha apenas 630 horas de voo e estava ao serviço da Germanwings desde setembro de 2013.

## Repercussão

### Política
- França: O ministro do interior francês Bernard Cazeneuve observou que, devido à "violência do impacto" havia "pouca esperança" que sobreviventes fossem encontrados,[80] enquanto o presidente francês, François Hollande chamou o acidente de "uma tragédia". O primeiro-ministro Manuel Valls despachou o ministro do interior Bernard Cazeneuve para o local, para definir se havia uma célula ministerial para coordenar o incidente.[22]

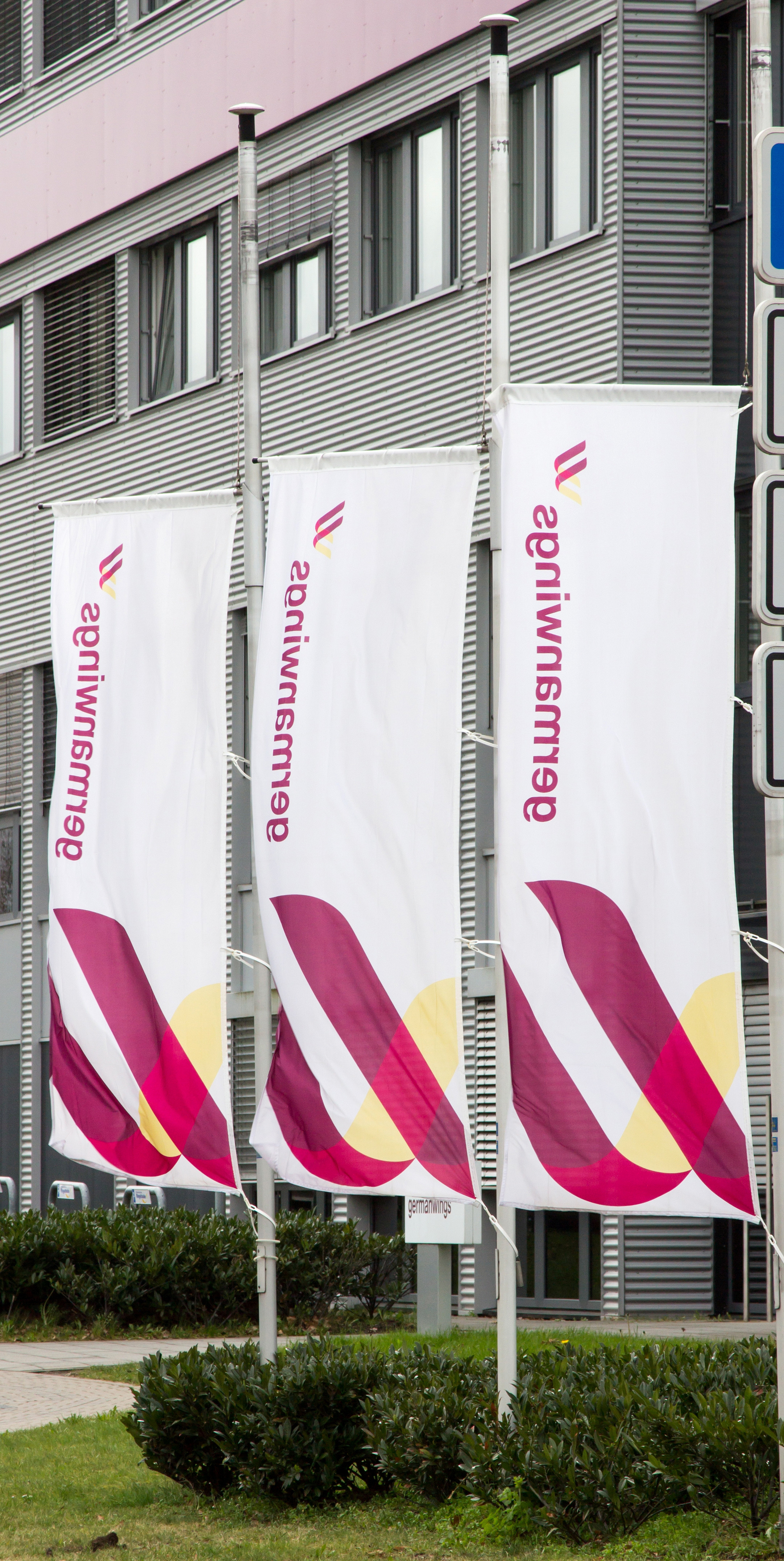
Bandeiras da Germanwings hasteadas a meio mastro

- Espanha: O Rei Felipe VI da Espanha estava em Paris, para uma visita de Estado à França no momento do acidente. Ele anunciou sua decisão de interromper sua curta visita e retornar à Espanha.[81]
- Alemanha: A chanceler alemã Angela Merkel anunciou que iria viajar para o local do acidente em 25 de março, juntamente com a ministra de Renânia do Norte-Vestfália, Hannelore Kraft.[82][83] O ministro das Relações Exteriores, Frank-Walter Steinmeier, que  sobrevoou o local do acidente, em 24 de março, descreveu o acidente como "um quadro de horror".[22]
- Bélgica: O primeiro-ministro Charles Michel, enviou suas condolências às famílias das vítimas e ofereceu, em nome do seu Governo, "toda a assistência possível".[84]
- Chile: O ministro das relações exteriores do Chile, Heraldo Muñoz, após a confirmação da morte de um cidadão chileno no voo, juntamente com o apoio para o repatriamento do corpo, lamentou o trágico acidente e enviou condolências às famílias das vítimas.[85]
- Colômbia: O Ministro das Relações Exteriores da Colômbia Maria Angela Holguin, expressou condolências pela tragédia, especialmente para Espanha e Alemanha, de onde eram a maioria dos passageiros.[86][87]
- Estados Unidos: O presidente dos Estados Unidos Barack Obama expressou suas condolências dizendo que "os nossos pensamentos e orações estão com os nossos amigos na Europa". Comentou também que a notícia é especialmente dolorosa pelo número de menores dentre as vítimas.[88]
- México: O governo do México, por intermédio do Ministério das Relações Exteriores, "lamentou profundamente" a queda da aeronave e confirmou que dois passageiros mexicanos embarcaram no voo.[89]
- Venezuela: "O governo e o povo da República Bolivariana da Venezuela expressam sua consternação com o acidente de avião nesta terça-feira, 24 de março, nos Alpes franceses", disse um comunicado do Ministério das Relações Exteriores da Venezuela.[90]

### Comercial
O chefe executivo da Lufthansa Carsten Spohr anunciou planos para visitar o local do acidente e chamou a data um "dia negro para a Lufthansa". A Germanwings, a companhia operadora da aeronave envolvida no acidente, relatou interrupções aéreas ocasionais dentro de sua rede de rotas, devido a membros da tripulação decidirem não operar aeronaves após o acidente. Como resultado, alguns voos tiveram de ser cancelados. Em 25 de março, a empresa aposentou o número do voo 4U9525, mudando-o para 4U9441. O número do voo de saída (Dusseldorf — Barcelona) também foi alterado de 4U9524 para 4U9440.

### Regulamentar
Em resposta ao incidente e as circunstâncias do envolvimento da Andreas, autoridades de aviação no Canadá, Nova Zelândia, Alemanha e Austrália implementaram novas recomendações da Agência Europeia para a Segurança da Aviação no sentido de sempre estarem duas pessoas presentes na cabine de comando durante todo o voo. Enquanto algumas companhias aéreas europeias já exigiam isso por política, a Agência Europeia para a Segurança da Aviação, recomendou que as mudanças similares devem ser introduzidas. Em Portugal, o INAC emitiu uma diretiva de navegabilidade que torna obrigatória a existência de dois tripulantes em simultâneo na cabine de comando. A diretiva, que foi publicada no dia 27 de março, aplicou-se a todas as companhias aéreas sediadas em Portugal e teve efeitos imediatos.

### Reação de outras companhias aéreas
Após a queda do Airbus A320 da Germanwings, pelo menos sete companhias aéreas anunciaram no dia 26 de março, que mudariam os procedimentos para que fosse garantida a permanência na cabine de comando de ao menos dois membros de sua tripulação durante todo o tempo de voo. A medida é uma resposta à suspeita, de que o co-piloto tenha trancado a porta da cabine, durante a ausência do piloto. No Brasil, a Agência Nacional de Aviação Civil (ANAC) também passou a recomendar que as companhias aéreas passem a manter duas pessoas na cabine de comando do avião em "todos os momentos do voo".

## Documentário
A série de TV canadense Mayday (chamada Air Emergency and Air Disasters nos EUA, Mayday na Irlanda e Air Crash Investigation no Reino Unido, Austrália e Ásia) reconstituiu este acidente aéreo no 7º episódio da 16ª temporada, intitulado "Murder in The Skies" ("Assassinato nos Céus" no Brasil). No mesmo documentário o desastre foi citado no 6º episódio da 1ª temporada especial, intitulado "Killer in the Command Cabin?" ("Pilotos Suicidas" no Brasil")